# Chicago V
Chicago V är ett musikalbum av Chicago, deras femte album. 
Albumet släpptes i juli 1972 på Columbia Records, men spelades in redan i september 1971. Skivbolaget väntade med att släppa albumet eftersom man hade släppt livelabumet Chicago at Carnegie Hall samtidigt som inspelningarna av det här albumet var klara. Majoriteten av låtarna på albumet skrevs av Robert Lamm. På detta album valde gruppen att inte göra en dubbel-LP, som varit fallet med de tre tidigare studioalbumen. Från albumet släpptes även två singlar, "Saturday in the Park" och "Dialogue", där den förstnämnda blev en av gruppens största hits. Det här albumet var gruppens första som kom att toppa Billboards albumlista.

## Låtlista
1. "A Hit by Varèse" - 4:56
2. "All Is Well" - 3:52
3. "Now That You've Gone" - 5:01
4. "Dialogue (Part I)" - 2:57
5. "Dialogue (Part II)" - 4:13
6. "While the City Sleeps" - 3:53
7. "Saturday in the Park" - 3:56
8. "State of the Union" - 6:12
9. "Goodbye" - 6:02
10. "Alma Mater" - 3:56

## Listplaceringar
| Lista (1972)   | Position             |
| -------------- | -------------------- |
| Australien     | 7 (Go Set)           |
| Finland        | 14                   |
| Kanada         | 1 (RPM)              |
| Nederländerna  | 4                    |
| Norge          | 7 (VG-lista)         |
| Storbritannien | 24 (UK Albums Chart) |
| Sverige        | 5 (Kvällstoppen)     |
| USA            | 1 (Billboard 200)    |